# Daniel Aminati

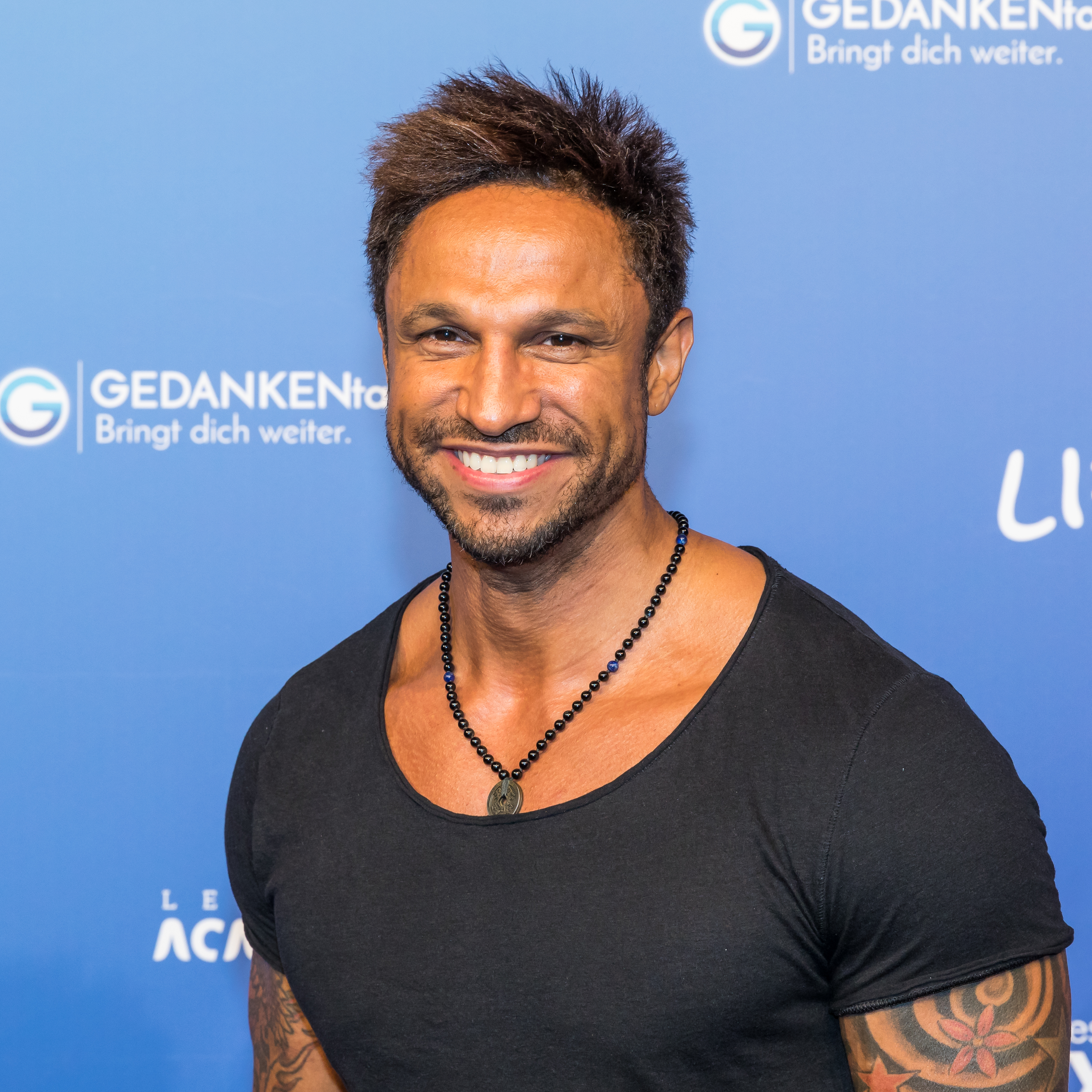
Daniel Aminati (2018)

Daniel Aminati (* 9. September 1973 in Aachen) ist ein deutscher Fernsehmoderator, Sänger, Tänzer, Schauspieler und Autor.

## Leben
Daniel Aminati wurde in Aachen geboren; der Vater stammt aus Ghana, die Mutter ist Deutsche und der Großvater stammt aus Polen. Der Vater war den Kindern und der Mutter gegenüber schwer gewalttätig. Als Daniel sechs Jahre alt war, trennte sich die Mutter. Aminati hat eine Zwillingsschwester, Keturah, die als Visagistin sowie als Redakteurin für Bravo Sport arbeitet. Darüber hinaus hat er noch zwei weitere Schwestern, von denen eine, Deborah, 2022 im Alter von 46 Jahren verstarb.
Aminati spielte Fußball in der Jugend von Alemannia Aachen und war als 17-Jähriger in der A-Jugend des FC Bayern München unter den Trainern Hermann Gerland und Klaus Augenthaler aktiv. Mit 15 Jahren begann er, parallel als Backgroundtänzer zu arbeiten. Er hatte Engagements bei Acts wie Chocolate (mit Verona Feldbusch als Sängerin), P. M. Sampson und den Bass Bumpers. 1990 wurde er als 17-Jähriger mit seinem damaligen Tanzpartner Tyron Ricketts für Peter Kerns Inszenierung der Oper Frau Luna am Düsseldorfer Schauspielhaus als Tänzer engagiert. Kern bescherte ihm ein Jahr später seine erste Filmrolle als Schauspieler in dem Drama Gossenkind (u. a. mit Winfried Glatzeder, Renate Krößner). Ab 1992 arbeitete Aminati auch als Model auf verschiedenen Fashionshows wie Igedo, ISPO (Reebok, Nike, Armani). Außerdem buchte ihn Cindy Crawford als Model für ihre TV-Promotion zum Fitnessvideo Shape Your Body.
1994 wirkte er im Musikvideo zum Dance-Hit Der Berg ruft des bayerischen Dance-Duos K2 mit. Von 1994 bis 1997 war er Leadsänger der ersten deutschen Boyband Bed & Breakfast. Die Band verkaufte weltweit über eine Million Tonträger und war mit Hits wie You Made Me Believe in Magic oder auch Stay Together (Titelmusik der Sat.1-Soap Die Wagenfelds) in den Charts vertreten. Im März 1997 stieg Aminati nach der Bravo-Supershow in Stuttgart aus der Band aus und versuchte sich als Solokünstler, allerdings mit mäßigem Erfolg. Seine Singles Turn Me Up und I Want You back waren zwar in den Charts, aber es waren im Vergleich zu Bed & Breakfast nur Achtungserfolge. Im Jahr 1999 folgte noch das Album I Feel at Home.
1998 fing Aminati als Radiomoderator beim Lokalsender Radio Aachen an. Dort moderierte er u. a. die Millennium-Hits. Zwei Jahre später folgte die erste TV-Moderation für das Jugendformat Beatz per Minute (KiKA/ZDF). Diese Sendung wurde mit dem VDS-Medienpreis ausgezeichnet. Ab 2003 widmete er sich wieder mehr der Schauspielerei. Gemeinsam mit Suzanne von Borsody, Anatole Taubman und Götz Otto stand er für den Kinofilm Planet B vor der Kamera. Es folgten weitere Engagements, u. a. in Verbotene Liebe, Unter uns, Das Alphateam.
Seit 2006 arbeitet Aminati für ProSieben. Dort moderierte er im Wechsel mit Aiman Abdallah das Infotainmentmagazin Galileo (ca. 400 Sendungen). Im März 2009 wechselte Aminati zum Boulevardmagazin taff, während im Gegenzug der bisherige taff-Moderator Stefan Gödde zu Galileo wechselte. Vom 20. August 2011 bis 3. September 2011 moderierte Aminati zusammen mit Janine Kunze die zweite Staffel von Die Alm, welche auf ProSieben ausgestrahlt wurde. Er nahm 2007 bis 2011, 2013 und 2015 teil beim alljährlichen TV total Turmspringen. 2015 belegte er dabei den ersten Platz im Einzelspringen. Aminati belegte bei der TV total Autoball-Weltmeisterschaft 2010 als Vertreter des Landes Ghana den dritten Platz. 2012 gewann er beim ProSieben Promiboxen gegen Nico Schwanz. 2013 nahm er erneut teil und gewann gegen Mehrzad Marashi. 2012 und 2015 gewann er den TV-Wettbewerb Schlag den Star. 2016 verlor er bei der Show gegen Tom Beck. 2019 nahm er an der ersten Staffel der ProSieben-Sendung The Masked Singer im Kudu-Kostüm teil. 2019 moderierte er zusammen mit Rebecca Mir die ProSieben-Show Renn zur Million … wenn Du kannst!. Als Frontmann des Fitnessprogramms „Mach dich krass“ versucht Aminati übergewichtige, untrainierte Menschen zu mehr körperlicher Fitness zu bringen. Dies geschieht anhand von Ernährungstipps und Fitnesstraining-Videos.
2022 veröffentlichte er das Buch Am Abgrund wachsen dir Flügel.
Er ist seit 27. April 2022 mit seiner Frau Patrice verheiratet. Beide wurden am 22. August 2022 Eltern einer Tochter.

## Soziales Engagement
- 2008: Schirmherrschaft für den Verein Kinder Afrikas, der sich darum bemüht, Schulen in Liberia zu bauen.[4] Daniel Aminati unterstützte 2014 die Tierschutzorganisation Vier Pfoten. Gemeinsam setzen sie sich mit der Kampagne Brüll für mehr Menschlichkeit für Tiere für ein Verbot von Wildtieren in deutschen Zirkussen ein.[5]
- 2013: Botschafter des Integrationswettbewerbs „Alle Kids sind VIPs“[6] der Bertelsmann Stiftung
- Pate bei World Vision, um ein Kind in Ghana zu unterstützen.

## Filmografie

### Serien
- Diverse Gastauftritte bei Unter uns (RTL)
- 1998, 2003, 2004: Gastauftritte bei Verbotene Liebe (ARD)
- 1995: Gastauftritte bei Die Wagenfelds (Sat.1)
- 2004: Liebe ohne Rückfahrschein (Sat.1)
- 2005–2006: Alphateam – Die Lebensretter im OP (Fernsehserie, 21 Folgen)
- 2005: Bezaubernde Feindin (Sat.1)
- 2005: Bernds Hexe (RTL)
- 2005: Bis in die Spitzen (Sat.1)
- 2012: Das große ProSieben Promiboxen
- 2013: Das große Sat.1 Promiboxen

### Kinofilme
- 1991: Nebenrolle in Gossenkind
- 2003: Nebenrolle in Planet B. Mask Under Mask
- 2015: Er ist wieder da (Cameo)
- 2017: Ferdinand – Geht STIERisch ab! (Synchronsprecher)

### Moderation
- 1997–2000: Millennium-Hits bei 100,1 Radio Aachen
- 2000: Beatz per Minute (ZDF/KiKa)
- 2001: WWF-Club (ARD)
- 2002–2004: best of @ onyx (onyx TV)
- 2006–2009: Galileo (ProSieben)
- 2008: Uri Geller Live: Ufos und Aliens – Das unglaubliche TV-Experiment
- seit 2. März 2009: taff (ProSieben)
- 2011: Die Alm
- 2013: Reality Queens auf Safari
- 2019: Renn zur Million ... wenn Du kannst!
- 2019, 2021: Joko & Klaas gegen ProSieben (Gastmoderationen)

## Diskografie

### Bed & Breakfast: Singles/Album
Für die Diskografie von Bed & Breakfast, siehe Bed & Breakfast/Diskografie.
- 1995: You Made Me Believe in Magic
- 1995: If You Were Mine
- 1995: Stay Together (Single und Album)
- 1996: If I Could Change the World

### Aminati Solo
Alben
- 1999: I Feel at Home

Singles
- 1996: Turn Me Up!
- 1997: I Want You Back
- 1998: With You I Wanna Be
- 1999: My Greatest Love
- 1999: When I Give My Love to You
- 2009: Wie keiner dieser Herrn
- 2014: Die Letzten unserer Art
- 2014: IsemBamBemBule - Umbu Jackson & Daniel Aminati feat. De Jupp
- 2014: Helden
- 2019: Jetzt – Daniel Aminati feat. GEDANKENtanken
- 2025: Steh auf
- 2025: Komplizin

## Tanzauftritte
- 1994: Der Berg ruft bei K2
- 1995: It’s Cool Man bei XXL Feat. Peter Steiner
- 1992 Raumschiff Edelweiss bei Edelweiss Band

## Auszeichnungen
- 2000: VDS-Medienpreis
- 2014: Umberto

## Trivia
Beim TV total Turmspringen versuchte Aminati 2009 einen anderthalbfachen Salto vom Zehnmeterturm, bei dem er jedoch mit dem Rücken auf dem Wasser aufschlug. Er stieg danach nochmals auf den Turm und legte einen perfekten Sprung hin, der nicht gewertet wurde. Veranstalter Stefan Raab würdigte ihn dafür in seiner Sendung TV total mit einer „Tapferkeitsmedaille“.